# Dachstraße 29/31 (München)

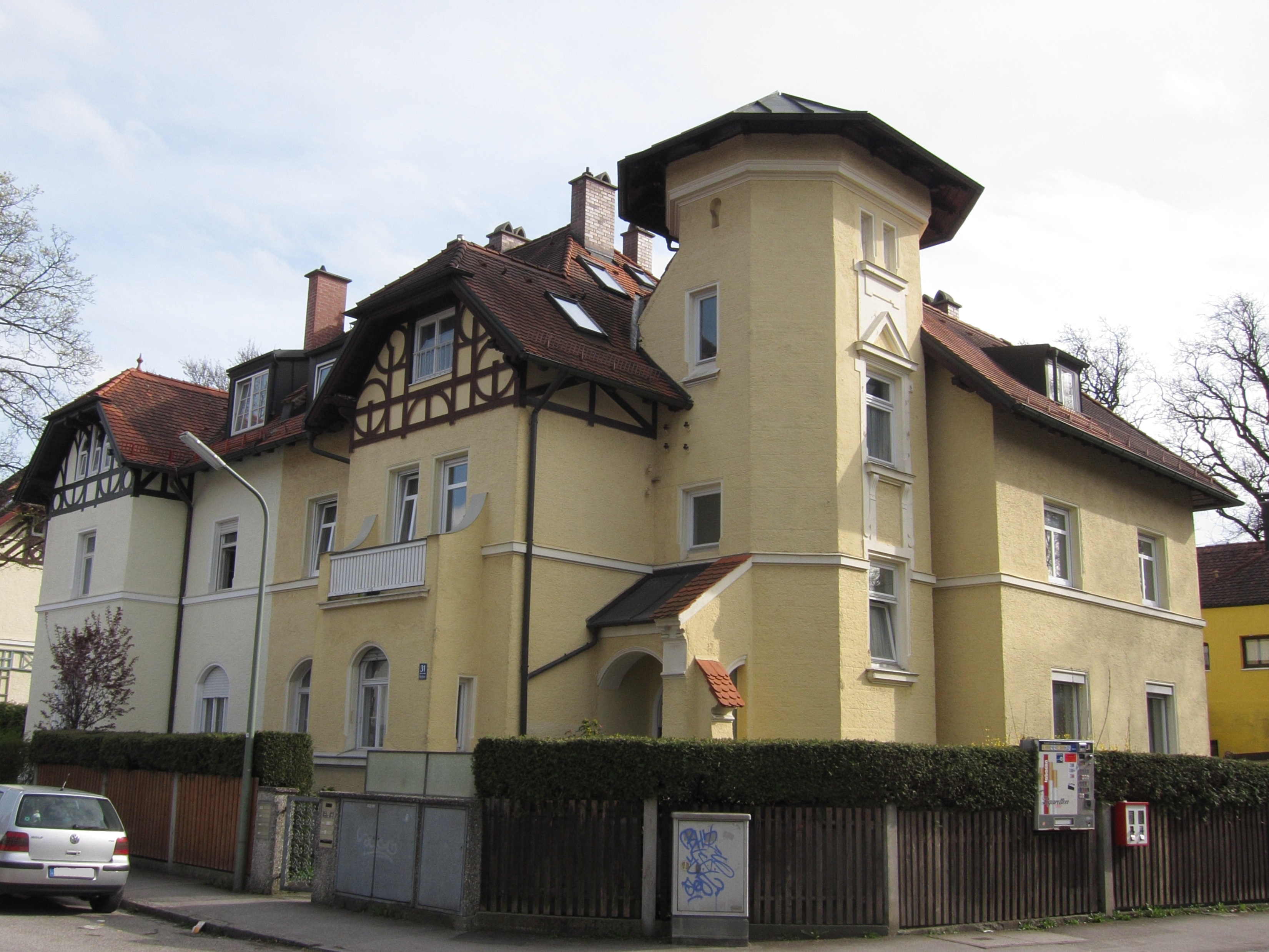
Haus Dachstraße 29/31 im Stadtteil Pasing von München

Das Gebäude Dachstraße 29/31 im Stadtteil Pasing der bayerischen Landeshauptstadt München wurde 1899 bis 1900 errichtet. Das Doppelhaus in der Dachstraße, das nach Plänen der Architekten Anton Thunig und Andreas Pabst erbaut wurde, ist ein geschütztes Baudenkmal.
Das Wohnhaus, das zur Erstbebauung der Waldkolonie Pasing gehört, im Landhausstil mit Fachwerkdekorationen wurde leicht vereinfacht. Der polygonale Treppenturm der Nr. 31 trug ursprünglich einen Steilhelm.